# Булатов Олександр Михайлович
Булатов Олександр Михайлович (1793 — в ніч з 18 на 19 січня 1826) — декабрист, полковник, командир 12 єгерського полку.

## Біографія

### Служба
Булатов із давнього дворянського роду Рязанської губернії, відомого з середини XVI століття. Народився в селі Гудово Пронського повіту Рязанської губернії (маєток батька). Батько — генерал-лейтенант Михайло Леонтійович Булатов (1760 — 2.5.1825, в Омську), в 1825 році призначений генерал-губернатором Сибіру. Мати — Софія Казимирівна Лещинська. Виховувався після смерті матері у її родичів і в Першому кадетському корпусі (разом з К. Ф. Рилєєвим). У службу вступив в лейбгвардії Гренадерський полк, служив у лейбгвардії Єгерському полку до чину полковника. Учасник Вітчизняної війни 1812 року і закордонних походів. Декабрист Розен у своїх спогадах пише про Булатова як про людину незвичайної хоробрості, для якого честь була понад усе. Під Смоленськом був важко поранений в голову і помер би, стікаючи кров'ю, якби солдати не винесли його з вогню на плечах. Під Бородіно так далеко зайшов до лав ворогів, що все в полку були впевнені, що він загинув, — але уцілів не більше як з шістьма людьми з усієї своєї роти. Командир 12 єгерського полку — з 1823 року (дислокація — Керенськ, Пензенської губернії). Восени 1825 року отримав тримісячну відпустку і 11 вересня прибув до Петербурга.

### Декабрист
Член Північного товариства (прийнятий Рилєєвим 9 грудня 1825 року). Взяв активну участь в підготовці повстання, на нарадах напередодні повстання обраний одним з його військових керівників, помічником диктатора Трубецького.
Під час повстання декабристи збиралися захопити найважливіші об'єкти в Петербурзі, в тому числі й Петропавлівську фортецю. Це було доручено лейбгренадерському полку, яким повинен був командувати О. М. Булатов. Він сам з'явився ввечері 14 грудня 1825 року в Зимовий палац, де і був заарештований. Коменданту Булатов заявив, що був на площі 14 із грудня, розповів про свої наміри і, знявши шпагу, віддав її. Вранці 14 грудня він, за його словами, був за кілька кроків від Миколи I, маючи пару заряджених пістолетів в кишені, але не наважився стріляти в імператора. Після арешту він мав розмову з імператором. 15 грудня посаджений під нагляд в будинку коменданта Петропавловської фортеці. У фортеці Булатовим опанувало сильне нервове збудження. На найсуворіші допити він постійно відповідав: «я винен, але більше ні слова не скажу». Потім він вирішив мовчати і не розкрив ні імен співучасників змови, ні намірів їх. Після кількох днів голодування, заподіяв собі смерть, розбивши собі голову об стіни камери. Доставлений у Військово-сухопутний шпиталь — 10 січня 1826 року. Помер у шпиталі, 22 січня 1826 року похований на Георгіївському кладовищі на Великій Охте. Навесні 1826 року офіцери лейбгвардії гренадерського полку склалися і поставили на могилі його пам'ятник.

## Нагороди
- Орден Святого Володимира IV ступеня — битва при Бауцені.
- Орден Святої Анни II ступеня — за взяття Парижа.
- Золота шпага «За хоробрість».